# Кідзуґава

Кідзуґа́ва (яп. 木津川市, きづがわし, МФА: [kid͡zugawa ɕi]?) — місто в Японії, в префектурі Кіото.     Отримало статус міста 2007 року. Площа становить 85,12 км². Станом на 1 жовтня 2017 року населення складало 74 969  осіб, густота населення — 881 осіб/км².     

## Історія
Кідзуґава отримала статус міста 12 березня 2007 року.